# El asesinato del profesor de matemáticas
El Asesinato del Profesor de Matemáticas es una novela publicada por el escritor español Jordi Sierra i Fabra, en 2004.

## Sinopsis
Como condición para aprobar matemáticas el profesor propone un juego como examen a sus alumnos. Pero el viernes por la tarde, en un descampado, el profesor aparece herido y muere ante la asustada mirada de sus alumnos. Antes de fallecer, les dice que el sobre que hay en su bolsillo les indicará cómo buscar a su asesino.

## Resumen literario
Este libro cuenta la historia de varios estudiantes llamados Adela, Luc y Nico, quienes tenían graves dificultades con las matemáticas. Felipe Romero, más conocido como “El Fepe”, es su profesor de matemáticas y cuando los protagonistas suspendieron el último examen, El Fepe les dio una segunda oportunidad, pero no sería un examen normal sino un juego que trataba de una Yincana matemática. Aquí comienza el desafío propuesto a estos alumnos que tendrán que solucionar el acertijo del profesor y superar el juego.